# Тумская (станция)
Ту́мская — железнодорожная станция Горьковской железной дороги в посёлке Тума Клепиковского района Рязанской области, на тупиковой неэлектрифицированной линии Владимир — Тумская.

## Описание
Станция открыта в 1899 году. Станция Тумская помимо путей широкой (1520 мм) колеи имеет пути узкой (750 мм) колеи. До недавнего времени отсюда начиналась Рязанско-Владимирская узкоколейная железная дорога (изначально Рязань — Владимир, позднее Тума — Рязань).

За Гусем-Хрустальным, на тихой станции Тума, я пересел на поезд узкоколейки. Это был поезд времён Стефенсона. Паровоз, похожий на самовар, свистел детским фальцетом. У паровоза было обидное прозвище: «мерин». Он и вправду был похож на старого мерина. На закруглениях он кряхтел и останавливался. Пассажиры выходили покурить. Лесное безмолвие стояло вокруг задыхавшегося «мерина». Запах дикой гвоздики, нагретой солнцем, наполнял вагоны.
Пассажиры с вещами сидели на площадках — вещи в вагон не влезали. Изредка в пути с площадки на полотно начинали вылетать мешки, корзины, плотничьи пилы, а за вещами выскакивал и их обладатель, нередко довольно древняя старуха. Неопытные пассажиры пугались, а опытные, скручивая козьи ножки и поплёвывая, объясняли, что это самый удобный способ высаживаться из поезда поближе к своей деревне.

Узкоколейка в Мещёрских лесах — самая неторопливая железная дорога в Союзе. Станции завалены смолистыми брёвнами и пахнут свежей порубкой и дикими лесными цветами.— К. Г. Паустовский, Мещёрская сторона
В 2011 году руководство Горьковской железной дороги, несмотря на многочисленные протесты со стороны общественности и статуса исторического памятника Рязанской области, демонтировало все узкоколейные железнодорожные пути. По состоянию на 2013 год движения по узкоколейной дороге нет. Пути от разъезда Гуреевский в сторону Рязани и Голованово разобраны. Осталось пассажирское и грузовое движение по широкой колее в направлении Владимира.
В июне 2017 года были озвучены планы строительства новой железной дороги от Рязани до станции Тумская.
На станции имеется локомотивное депо как широкой, так и узкой колеи. Вагонное депо действует как оборотное, весь приписной парк пассажирских вагонов переведён в пассажирское вагонное депо Владимир.
Возле станции действует музей узкоколейной техники.
Станция ежедневно принимает и отправляет две пары пригородных поездов 6000-й нумерации на тепловозной тяге из Владимира и обратно.

## Галерея

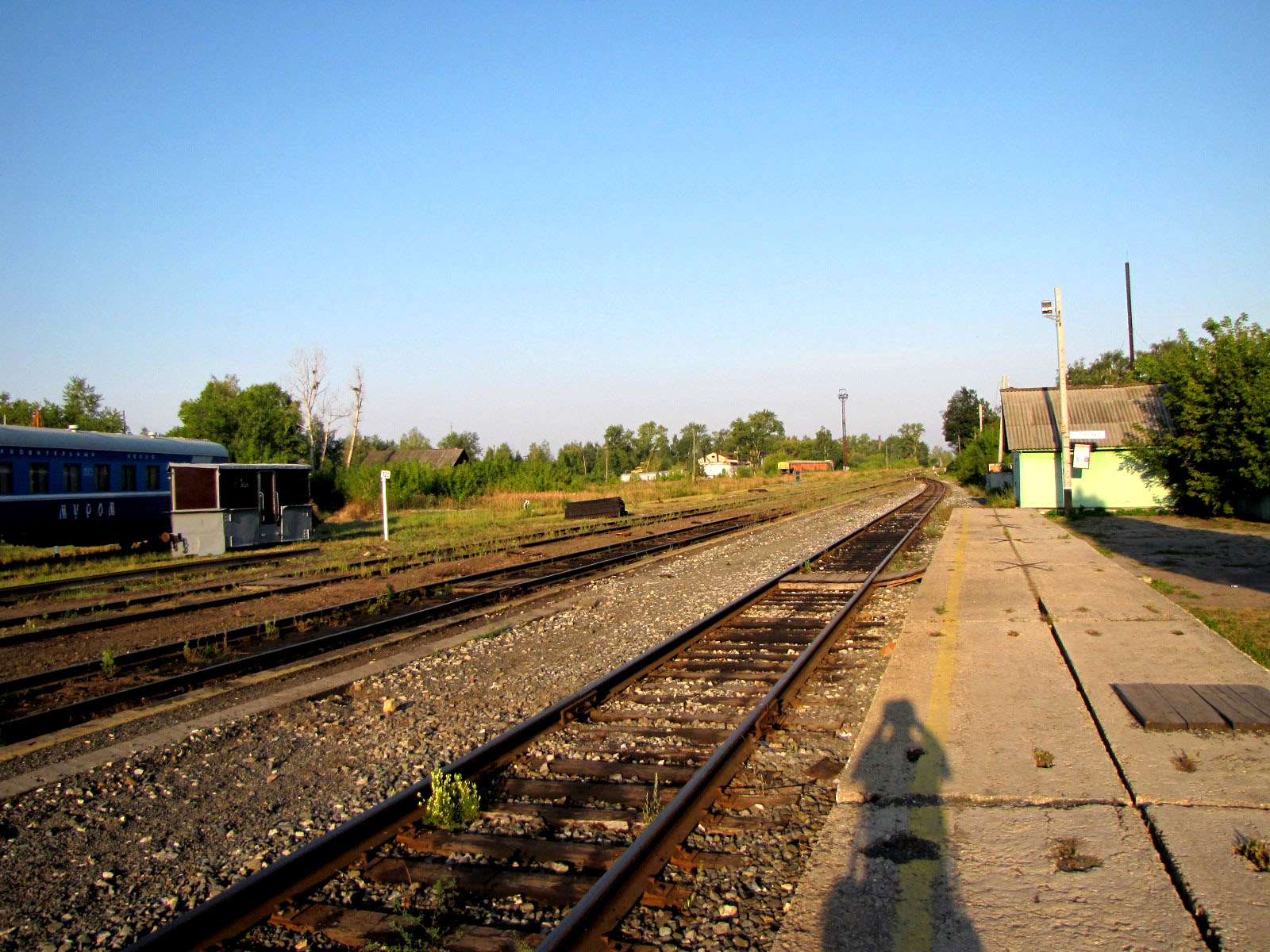
Железнодорожные пути и платформа станции
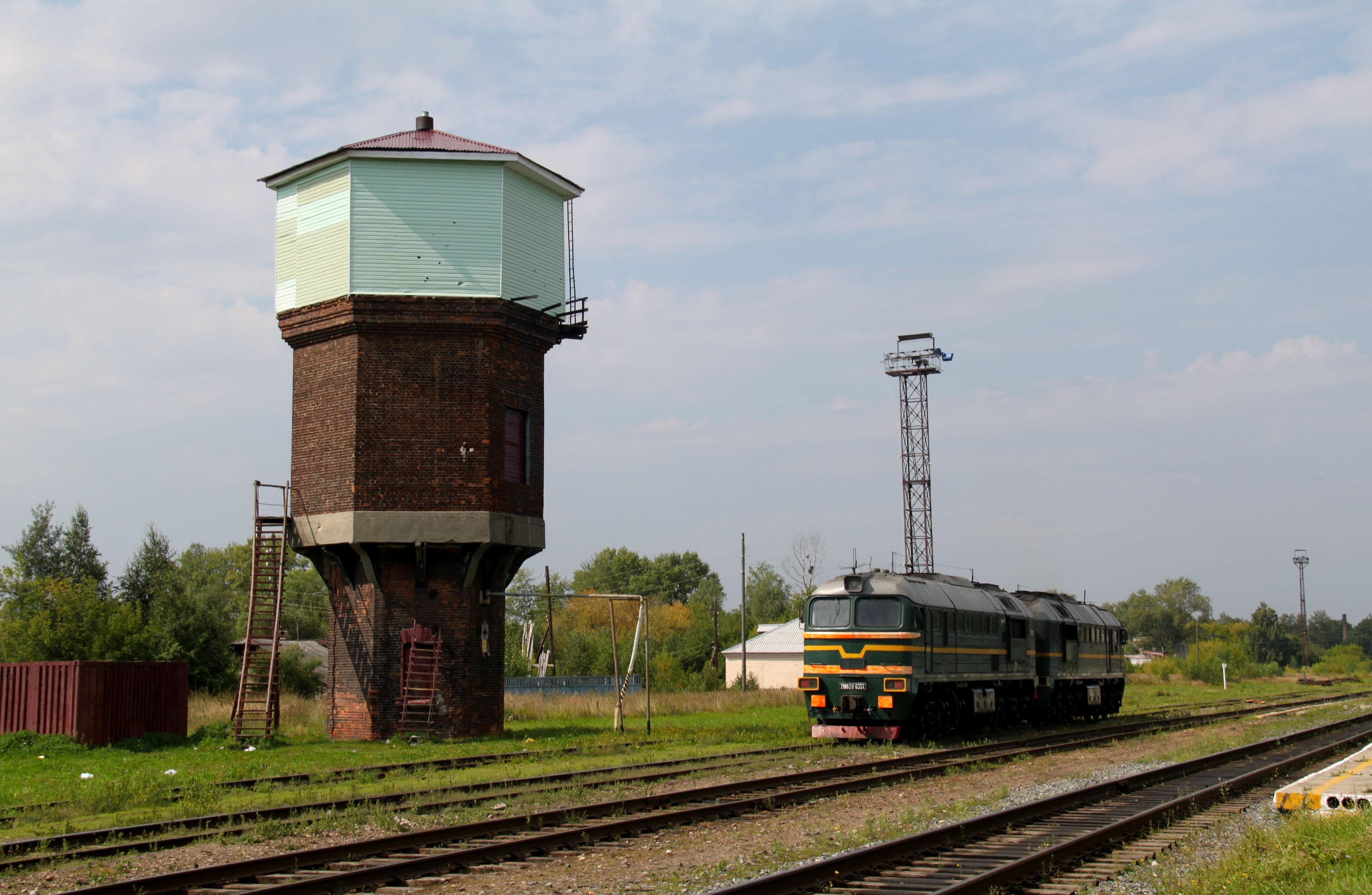
Водонапорная башня и тепловоз
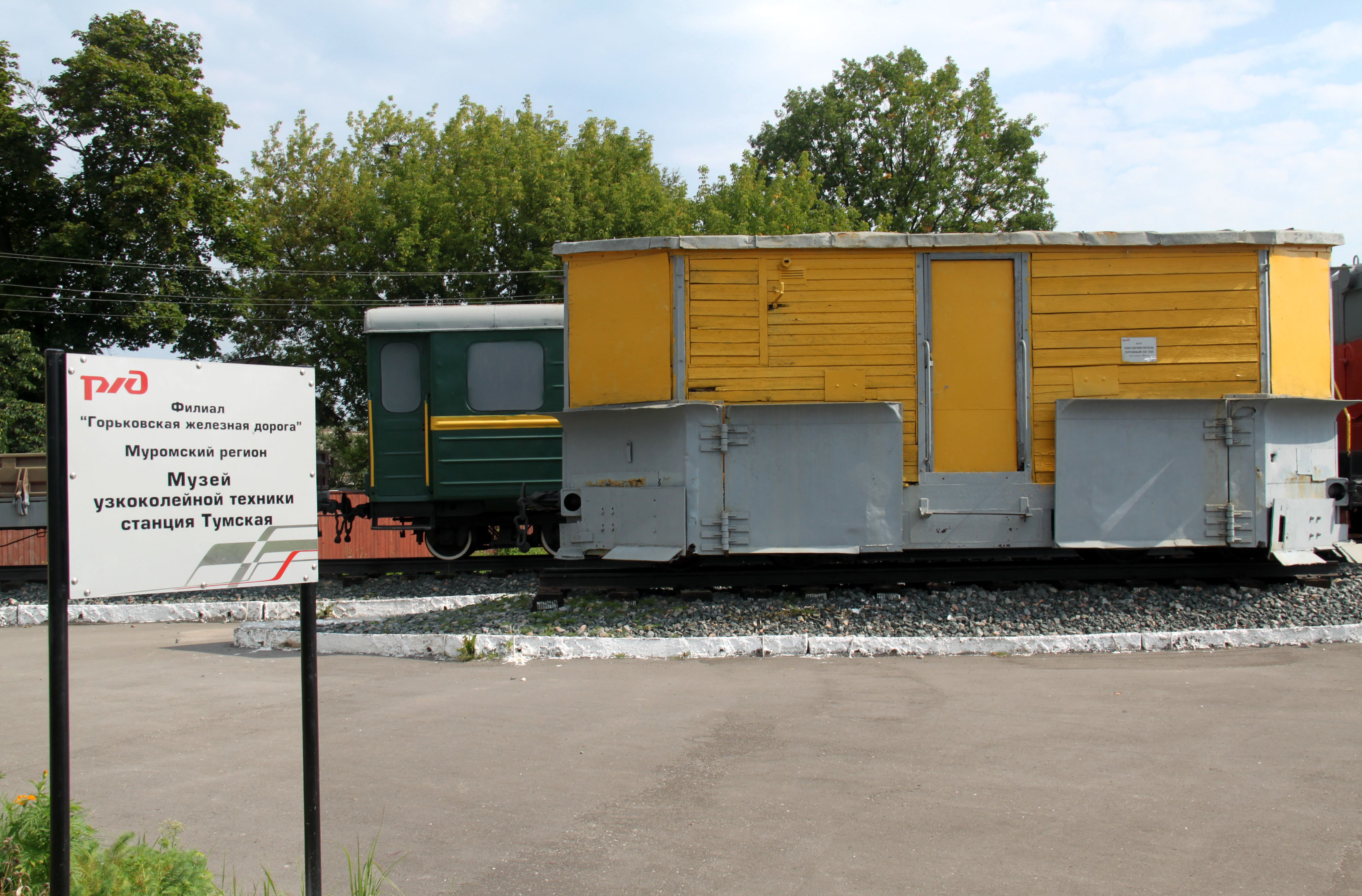
Музей узкоколейной техники
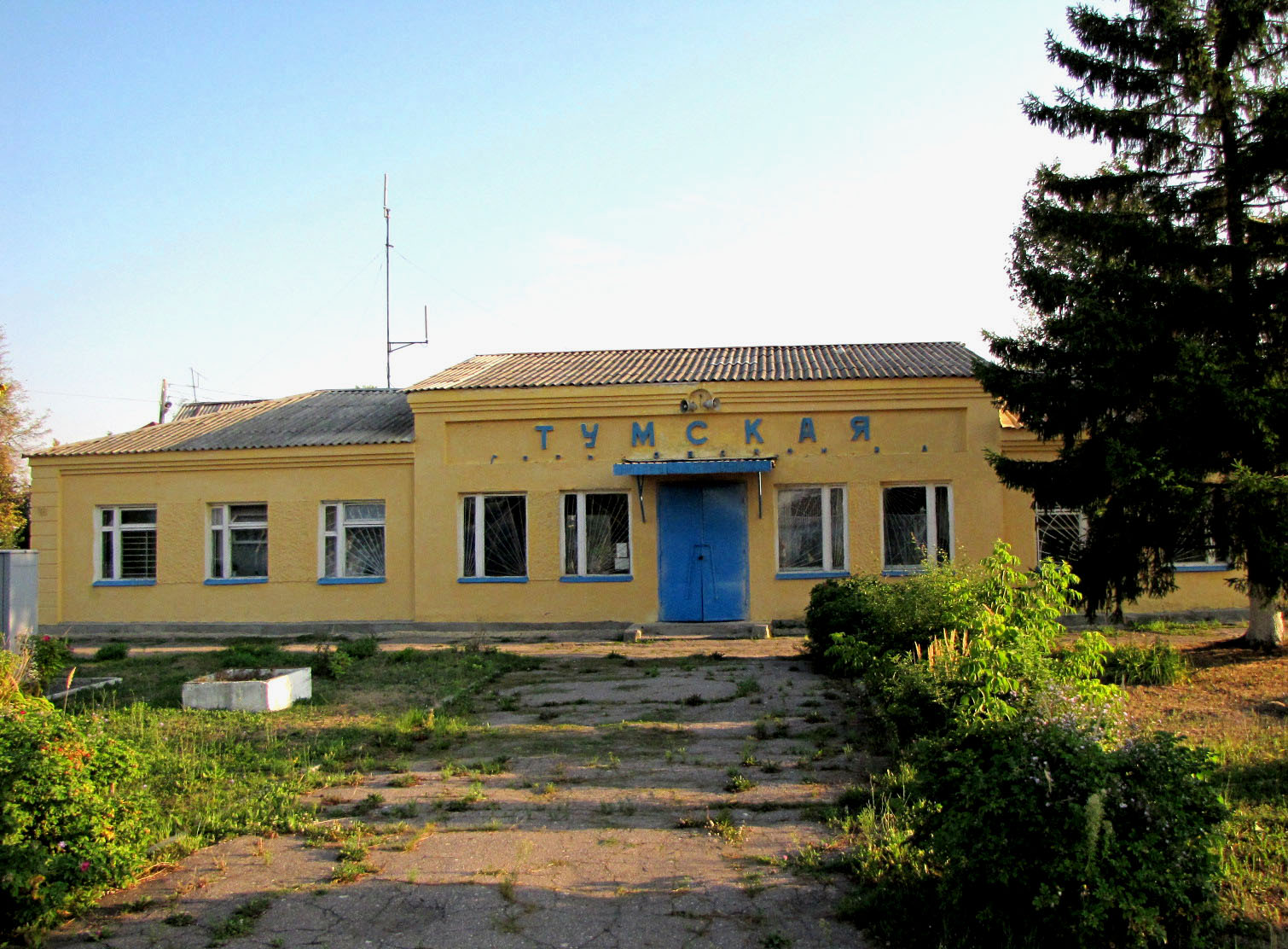
Здание вокзала